# José María Sagardui
José María Sagardui Moja, Gatza (sal en euskera), (Amorebieta, 10 de julio de 1958) fue un miembro de la banda terrorista ETA. Fue condenado por varios asesinatos, siendo el preso de la organización que más tiempo ha pasado en la cárcel.
Capturado por la policía en 1980, fue juzgado y condenado por pertenencia a banda armada y por el intento de asesinato y atentado contra el jefe de la policía municipal de Guernica, del asesinato de Juan Cruz Hurtado y el de José María Arrizabalaga. Posteriormente fue condenado por intento de fuga protagonizado en marzo de 1993 de la cárcel de Granada.   
Ha pasado por catorce prisiones y protagonizado 13 huelgas de hambre en las cuales ha ayunado cerca de 190 días. Se le ha aplicado durante diez años el régimen penitenciario de primer grado en primera fase, el más extremo. En 1995 acabó de cumplir tres cuartas partes de su condena.
Su excarcelación estaba prevista para agosto de 2009, pero continuó en prisión al serle aplicada la doctrina Parot, doctrina del Tribunal Supremo español de febrero de 2006 por la que las reducciones de condena se toman sobre el total de la condena y no sobre el límite máximo de estancia en la cárcel. Acabó de cumplir la condena el 13 de abril de 2011, y salió en libertad desde el centro penitenciario de Jaén.